# Sicyonia japonica
Sicyonia japonica is een tienpotigensoort uit de familie van de Sicyoniidae. De wetenschappelijke naam van de soort is voor het eerst geldig gepubliceerd in 1914 door Balss.